# Matthias Maurer
Matthias Josef Maurer (* 18. März 1970 in St. Wendel) ist ein deutscher Werkstoffkundler und ESA-Astronaut. Durch seine Teilnahme am Flug SpaceX Crew-3 im Jahr 2021 wurde er der 12. Deutsche, der in den Weltraum gereist ist.

## Jugend und Ausbildung
Matthias Maurer stammt aus der Gemeinde Oberthal im Landkreis St. Wendel im Saarland. Maurer legte 1989 sein Abitur am Gymnasium Wendalinum in St. Wendel ab. Seinen Zivildienst trat er als Rettungssanitäter beim Malteser Hilfsdienst an. Danach studierte er Materialwissenschaften an der Universität des Saarlandes, der EEIGM (École européenne d’ingénieurs en génie des matériaux, ‚Europäische Ingenieurschule für Materialwissenschaften‘, Teil der Université de Lorraine) in Nancy, der University of Leeds und an der Universitat Politècnica de Catalunya in Barcelona.

## Materialforschung
Von 1999 bis 2004 promovierte Maurer am Institut für Werkstoffwissenschaften (seit 2005 Institut für Oberflächentechnik) der RWTH Aachen. Mit seiner Dissertation mit dem Titel Aluminiumschaum-Spritzschichtverbunde für den Leichtbau erhielt er mehrere Wissenschaftspreise. Seine Forschung war anwendungsbezogen und zielt auf die Herstellung von Metallschäumen, die etwa in der Automobilindustrie oder bei Druckwalzen zum Einsatz kommen können.
Nach Abschluss seiner Promotion unternahm Maurer eine längere Weltreise. An der Fernuniversität in Hagen beendete er 2006 erfolgreich einen wirtschaftswissenschaftlichen Zusatzstudiengang mit einem MBA-Diplom.

## Raumfahrer

### Auswahl und Training

#### Tätigkeit als „Reserve-Astronaut“
Maurer bewarb sich 2008 mit fast 8500 anderen Bewerbern bei der Europäischen Weltraumorganisation als Astronaut und bestand als einer von zehn Kandidaten das Auswahlverfahren; er wurde jedoch zunächst nicht ins Europäische Astronautenkorps berufen. 2010 begann er, für die ESA als sogenannter „Astronauten-Support-Ingenieur“ sowie als „Eurocom-ISS-Flight-Controller“ im Europäischen Astronautenzentrum (EAC) in Köln zu arbeiten. Im September 2014 nahm er am Höhlenforschungs- und Trainingsprogramm „Caves“ der ESA teil.

#### Nominierung

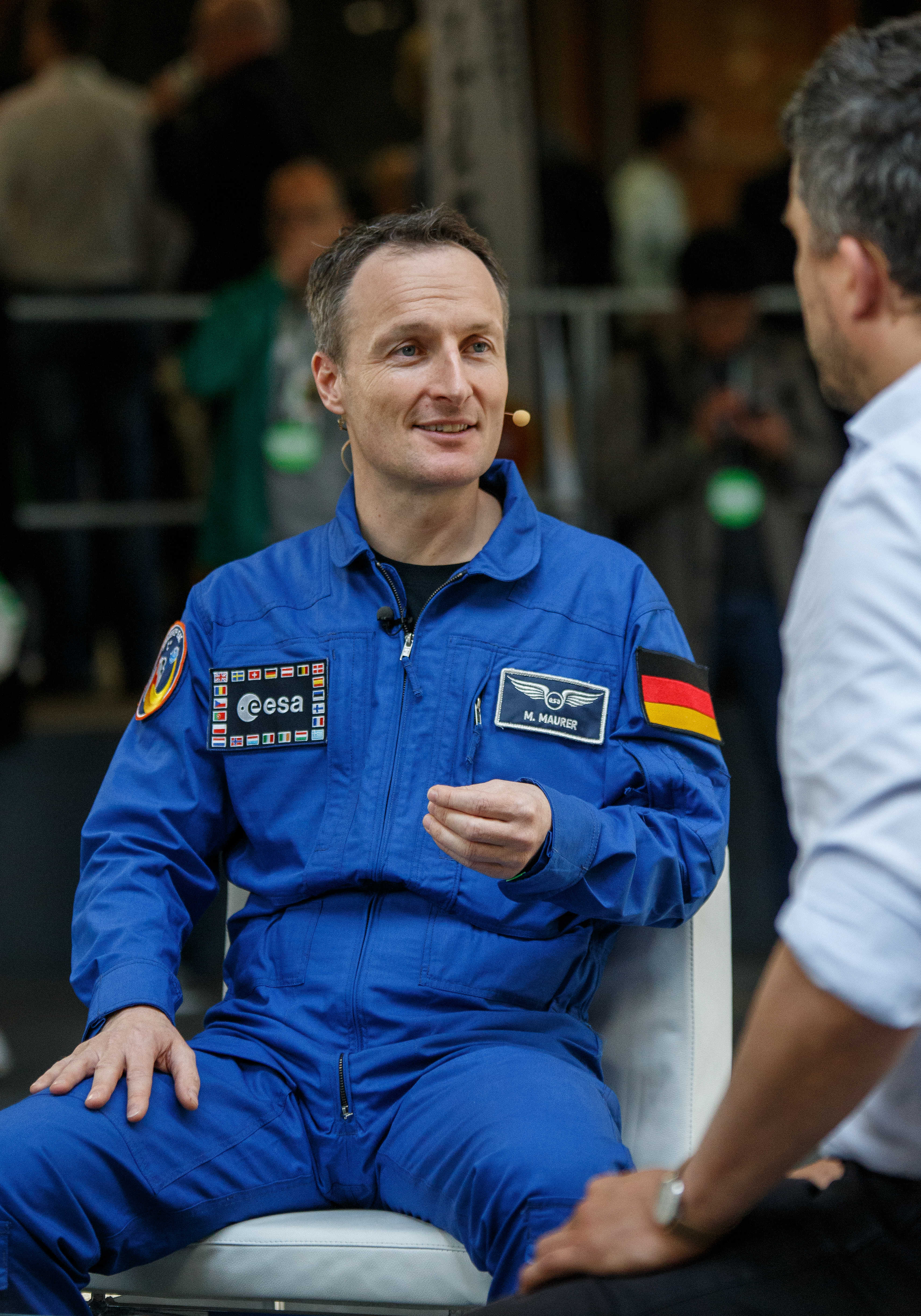
Matthias Maurer auf der re:publica Konferenz 2018.

Im Juli 2015 entschied die Europäische Weltraumorganisation ESA, Maurer als Teil der 2009er Astronautenklasse nachzunominieren. 2017 wurde Maurer ins Europäische Astronautenkorps aufgenommen. Seine Grundausbildung schloss er am 25. September 2018 ab. ESA-Generaldirektor Johann-Dietrich Wörner sicherte ihm damals zu, dass er innerhalb von drei Jahren zur ISS fliegen werde.

#### Teilnahme an internationalen Übungen
Vom 21. Juli bis 5. August 2016 war Matthias Maurer Mitglied der 21. NEEMO-Mission der NASA, eines Unterwassertrainingsprogramms für zukünftige ISS-Besatzungen in Florida.  Außerdem war er an einer internationalen Arbeitsgruppe beteiligt, in der chinesische und europäische Astronauten Möglichkeiten einer Zusammenarbeit ausloteten. In diesem Rahmen nahm er 2017 gemeinsam mit seiner Kollegin ESA-Astronautin Samantha Cristoforetti und chinesischen Taikonauten an einer Übung zur Seenotrettung von Astronauten im Gelben Meer teil. Dies war die erste gemeinsame Übung von chinesischen und ausländischen Astronauten in China.

### Cosmic Kiss– ISS-Expeditionen 66/67

#### Auswahl und Start
Im Juli 2020 wurde Maurer als Ersatzmann für Thomas Pesquet für die ISS-Expedition 65 und der Mission Alpha eingeteilt. Sein erster eigener Raumflug wurde die Mission SpaceX Crew-3 zur ISS-Expedition 66. Der traditionell von der ESA vergebene Name seiner ISS-Mission lautet Cosmic Kiss. Nach mehreren Verschiebungen startete Maurer am 11. November 2021 zur ISS, wo er etwa sechs Monate arbeitete. Damit wurde er der zwölfte deutsche Raumfahrer.

#### Missionsverlauf

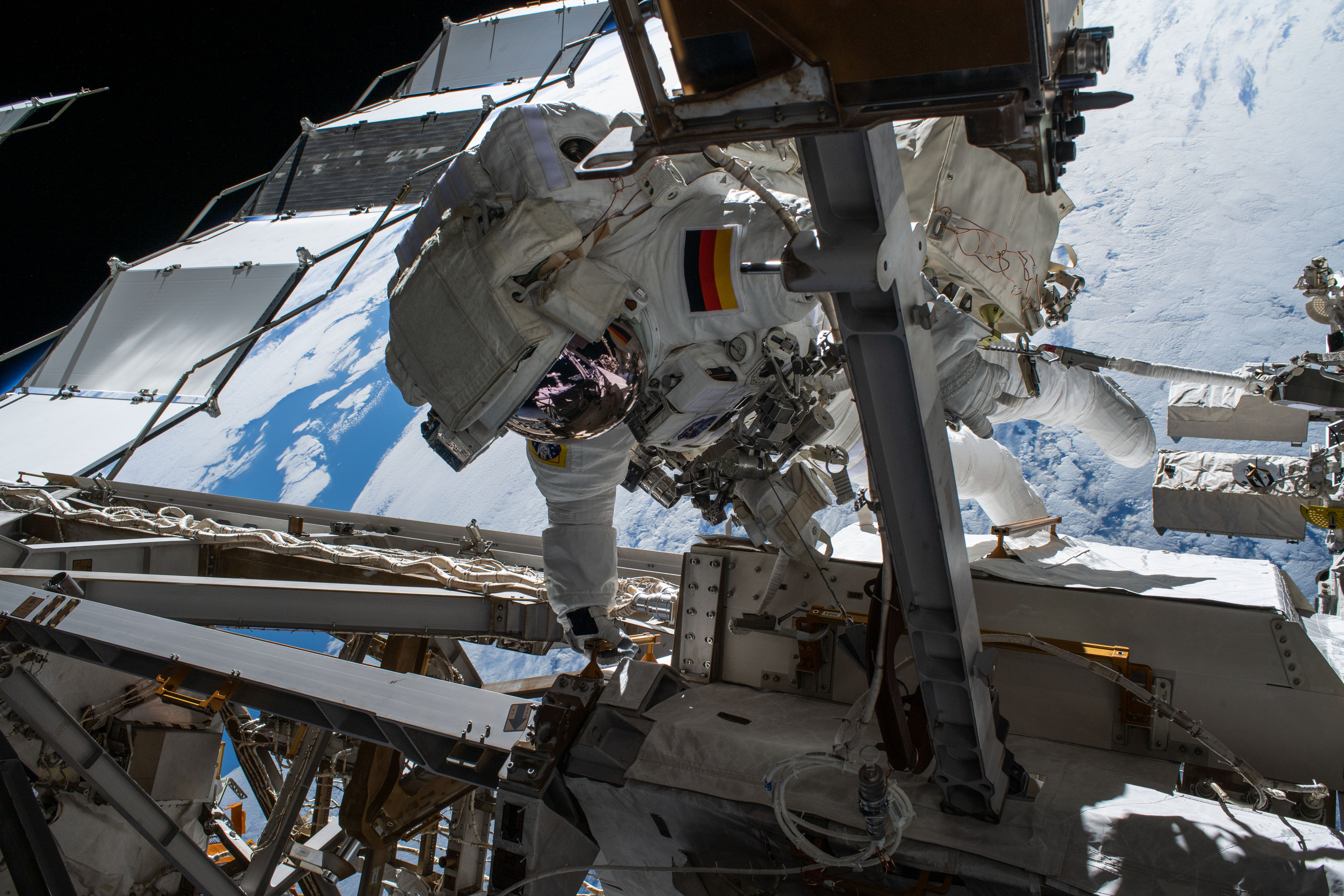
Matthias Maurer während seines Außenbordeinsatzes auf der Internationalen Raumstation am 23. März 2022.

Am 23. März 2022 führte Maurer einen Außenbordeinsatz an der ISS durch, bei dem er mit seinem US-Kollegen Raja Chari neue Schläuche an einem Kühlsystem anbrachte, eine Kamera austauschte sowie Strom- und Datenverbindungen an die externe europäische Forschungsplattform Bartolomeo anschloss. Der Außenbordeinsatz war der 441. Weltraumausstieg in der Raumfahrtgeschichte. Maurer ist der vierte Deutsche, der einen solchen Einsatz tätigte.

#### Forschung
Die Mission deckte einen weiten Bereich an Forschung ab, die Versuche reichten von Grundlagenforschung bis hin zu anwendungsorientierter Wissenschaft in Bereichen wie Lebenswissenschaften, Materialwissenschaft, Physik, Biologie, Medizin oder Erdbeobachtung. Die Mehrheit der deutschen Experimente fand dabei im europäischen Forschungs-Modul Columbus statt.

#### Landung
Das Raumschiff Endurance kehrte am 6. Mai 2022 sicher zur Erde zurück und wasserte im Golf von Mexiko vor der Küste Floridas.

## Privatleben
Seit dem 31. Juli 2020 besitzt Maurer die US-amerikanische Amateurfunklizenz mit dem ihm zugeteilten Rufzeichen KI5KFH.

## Auszeichnungen
- 2022: Verdienstkreuz 1. Klasse der Bundesrepublik Deutschland[20]

## Schriften
- Aluminiumschaum-Spritzschichtverbunde für den Leichtbau. 1. Auflage. Mainz 2004, ISBN 3-86130-103-2.
- mit Sarah Konrad: Cosmic Kiss: Sechs Monate auf der ISS – Eine Liebeserklärung an den Weltraum. Droemer, München 2023, ISBN 978-3-426-44652-2.
- mit Sarah Konrad, Noa Sauer: Mission im Weltraum (= Was ist was). 1.  Auflage. Tessloff, Nürnberg 2024, ISBN 978-3-7886-8655-0.